# Komantas de Sudovie
Komantas ou Skomantas (connu dans les sources ruthènes sous le nom de Komat, en latin Koommat, en allemand Skomand et Skumand ; vers 1225 (?) - après 1285) était un puissant duc et prêtre païen des Yotvingiens, l'une des premières tribus baltes (selon pour l'historien SC Rowell et quelques autres chercheurs, ce duc de Sudovie semble être identique à Skalmantas, l'ancêtre supposé de la dynastie de Ghédimin, les Gédiminides). Il était à l'apogée de sa puissance dans les années 1260 et 1270.
Skomantas est mentionné pour la première fois par Pierre de Duisbourg lors du grand soulèvement prussien (1260-1274) en tant que chef du raid de 1263 sur Chełmno, un bastion des chevaliers teutoniques. Il a également mené des campagnes contre Pinsk et d'autres territoires slaves et n'a donc pas pu soutenir pleinement le soulèvement. Après le soulèvement, Skomantas, avec l'aide des Lituaniens, dirigea 4 000 hommes contre les chevaliers teutoniques. Cependant, les Vieux Prussiens et autres Baltes perdaient leur pouvoir. Le domaine de Skomantas a été dévasté en 1280-1281 et il s'est échappé avec trois fils, Rukals, Gedetes et Galms, en Ruthénie noire, contrôlée à l'époque par le grand-duché de Lituanie. Cependant, il revint bientôt, fut baptisé dans le rite catholique romain et reconnut la supériorité des chevaliers. Skomantas a continué à diriger des armées au nom des chevaliers et a reçu des terres en Prusse. Sa tribu a perdu le combat contre les chevaliers et n'a pas survécu en tant qu'entité.